# Eika (Møre og Romsdal)
Eika est une petite île du comté de Møre og Romsdal, sur la côte de la mer de Norvège. L'île fait partie la commune de Ulstein.

## Description
L'île de 2,5 km2 est située à environ 200 mètres  au sud de la grande île de Hareidlandet. Elle est reliée au village d'Eiksund (en) sur l'île de Hareidlandet par le Eiksund Bridge (en). Eika est reliée au continent norvégien par le tunnel d'Eiksund. Il n'y a que quelques résidents permanents sur l'île. L'île faisait partie de la municipalité de Herøy jusqu'en 1964.

## Galerie

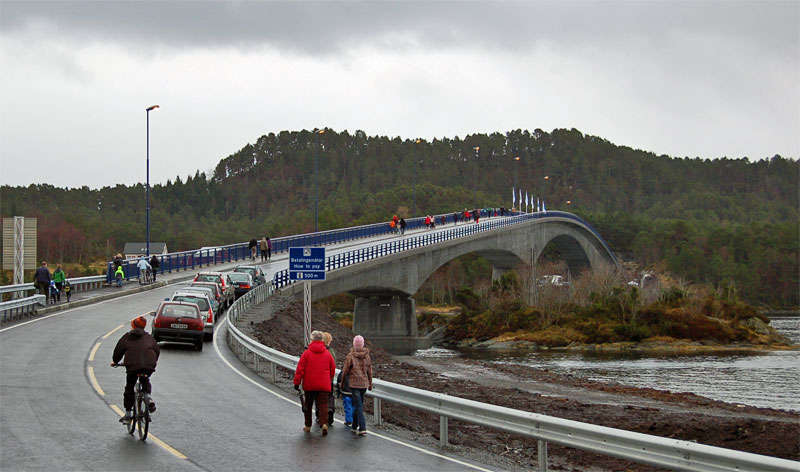
Pont d'Eiksund